# Revonsaari (ö i Päijänne-Tavastland, Lahtis, lat 61,63, long 25,80)
Revonsaari är en ö i Finland. Den ligger i sjön Kiimasjärvi och i kommunen Sysmä i den ekonomiska regionen  Lahtis ekonomiska region  och landskapet Päijänne-Tavastland, i den södra delen av landet, 170 km norr om huvudstaden Helsingfors. Öns area är 0,8 hektar och dess största längd är 180 meter i nord-sydlig riktning.